# Hrzínská lípa
Hrzínská lípa je památný strom lípa velkolistá (Tilia platyphyllos) v Malém Hrzíně, místní části obce Stráž nad Ohří v okrese Karlovy Vary v Karlovarském kraji. Roste v blízkosti komunikace do osady Srní, před domem čp. 133, který je od roku 2013 chráněn jako kulturní památka.
V roce 2006 bylo provedeno ošetření a konzervace stromu po vichřici. 
Strom má pravidelný válcovitý kmen s obvodem 440 cm, hustá polokulovitá korunu s velkým množstvím paprsčitě se rozbíhajících větví dosahuje do výšky 25 m (měření 2014). Stáří lípy bylo v roce 2006 odhadováno na 200 let.
Lípa je chráněna od roku 2006 jako esteticky zajímavý a historicky důležitý strom.

## Stromy v okolí
- Lípa v Srní
- Lípa ve Stráži
- Lípy u kapličky v Ondřejově
- Lípa v Ondřejově